# 戰地風雲系列
戰地風雲是美商藝電所推出的一系列第一人稱射擊的電腦、家用主機及Mac遊戲。最初版本為Digital Illusions CE所開發的《戰地風雲1942》。戰地風雲遊戲系列以大型地圖、多種可駕駛的載具、豐富的網路對戰為賣點，而近期的戰地遊戲還具有全環境破壞的特性。

## 系列产品

### 战地1942
《战地1942》 (Battlefield 1942）是战地系列的第1款作品，于2002年9月10日发布PC版，2004年登陆Mac平台。游戏再现二战战场，有着丰富的陆海空载具，支持最多64人同时在线对战。DICE自主研发的Refractor引擎在《战地1942》中首次得到应用。游戏总销量超过了300万份。

#### 资料片
- 《战地1942：罗马之路》（Battlefield 1942: Road to Rome），首部资料片，加入了法国和意大利两个阵营，添加了相应的士兵模型和载具，加入了新地图。
- 《战地1942：秘密武器》（Battlefield 1942: Secret Weapons of WWII），次部资料片，引入了二战后期德、盟双方许多未真正投入实战的测试或构想中的武器和载具。

### 战地：越南
《战地：越南》（Battlefield: Vietnam）是战地系列的第2款作品，于2004年3月15日登陆PC平台。游戏重现了越战战场，加入了喷气式飞机和直升机。游戏加入了将近20首的60年代流行乐曲以渲染时代气息。

### 战地2
《战地2》（Battlefield 2）是战地系列的第3款作品，于2005年6月21日登陆PC平台，以虚构的现代军事战争为背景。游戏使用了大幅改进的Refractor 2引擎，画面、声音效果上有了很大的进步。本作更是添加了指挥官系统和小队系统，令团队合作更加紧密，竞技性更强。游戏支持最多64人同时在线对战，同时首次为16人小规模对战设计了缩减版的地图。《战地2》发布后第一周的销量便突破了100万份。

#### 资料片
- 《战地2：特种部队》（Battlefield 2: Special Forces），加入了各国特种部队、恐怖组织等六个阵营，增加了新地图、武器、载具。相比原版，特种部队地图空间狭小，建筑较多，玩家要在若干层的建筑中守卫己方的据点。游戏中提供了弩绳、钩绳等装备强化室内战斗的游戏性。特种部队还有部分夜战地图。

#### 扩展包
资料片发布后，游戏又相继推出两款扩展包。在2009年战地2的1.50补丁中，两款扩展包成为免费内容随游戏升级补丁附带安装。
- 《战地2：欧洲力量》（Battlefield 2: Euro Force），添加了新的欧盟势力以及相应的士兵模型和载具，加入3幅新地图。
- 《战地2：装甲狂暴》（Battlefield 2: Armored Fury），背景设定为美国本土作战。添加3幅新地图和强击机、侦察直升机两种新载具。

### 战地2：现代战争
《战地2：现代战争》（Battlefield 2: Modern Combat）是战地系列的第4款作品，于2005年10月16日登陆Xbox、PlayStation 2平台，2006年登陆Xbox 360平台。该作是第一款登陆游戏主机平台的战地系列游戏，虽然冠有《战地2》的名称，但实际内容和PC版《战地2》有很大差别。

### 战地2142
《战地2142》（Battlefield 2142）是战地系列的第5款作品，于2006年10月18日发布PC版，2007年登陆Mac平台。战地2142构造了22世纪发生在冰河时期的科幻战争，游戏解锁系统较前作丰富很多，玩家可以在军衔提升中依次解锁获得各种有用的武器或道具。除了传统的征服模式，游戏引入了支持最多48人的泰坦模式。

#### 扩展包
- 《战地2142：极地风暴》（Battlefield 2142: Northern Strike），以欧盟反攻泛亚为背景，新增突击防线模式、一些解锁武器、两种新载具。

### 戰地風雲：惡名昭彰
《戰地風雲：惡名昭彰》（Battlefield: Bad Company）是战地系列的第6款作品，于2008年6月23日登陆Xbox 360、PlayStation 3平台，背景设定在美俄之间的现代虚幻战争。本款游戏使用了EA DICE自主研发的新一代寒霜1.0引擎，画面效果大幅提升的同时，更支持规模宏大的破坏效果——游戏中多数建筑、物品、树木都可以被破坏。本作设计了单人剧情游戏，讲述一队士兵临阵逃跑寻黄金的故事。游戏一个月内销量达160万份。

### 战地：英雄
《战地：英雄》（Battlefield: Heroes）是战地系列的第7款作品，于2009年6月25日开始公众测试。游戏是系列中第一款网页游戏，还是唯一一款第三人称视角的射击游戏，画面风格则高度卡通化。游戏只支持最多16人同时在线对战。《战地：英雄》上线后，总注册玩家数已超过200万。战地：英雄封锁了中国的IP，在这些地区的玩家只有通过代理进行游戏。

### 战地1943
《战地1943》（Battlefield 1943）是战地系列的第8款作品，于2009年7月8日登陆Xbox 360、PlayStation 3平台，而电脑版推遲到2011年后宣佈取消開發，並全力開發战地3。该作是系列中第一款付费下载类型的小型游戏，地图和武器全部移植自《战地1942》，但通过全新的寒霜1.5引擎再现。游戏创下Xbox 360、PS3平台下载游戏“第一天销量”和“第一周销量”的纪录，发布六星期后销量突破100万份。

### 戰地風雲：惡名昭彰2
《戰地風雲：惡名昭彰2》（Battlefield：Bad Company 2）是战地系列的第9款作品，2010年3月2日上市，登陆平台有Xbox 360、PlayStation 3、PC平台。該遊戲單人劇情延續前作“战地：叛逆连队”，採用升級版寒霜1.5引擎，加入了“微型破壞”物理特效。在多人連線上，更可以在各種載具加上最多2種技能來強化，以便有利於自己在多人連線上的優勢。但由於物理效果部份是CPU處理器負責，所以至少要配備3核或更多核心的CPU才能流暢的進行遊戲。

#### 扩展包
- 《战地：叛逆连队2：越南》（Battlefield: Bad Company 2: Vietnam），包含多人连线模式、五张全新多人地图、全新的两支军队：北越军队以及美军，T54、M-48和UH-1等经典军用载具、武器、新解除奖章和成就等等。该资料片在2010年12月21日上线。

### 戰地風雲3
《戰地風雲3》（Battlefield 3）是戰地風雲系列的第10款作品，於2011年10月25日在北美上市，歐洲則在10月28日上市，登陆平台有Xbox 360、PlayStation 3、PC和OS X平台。《戰地風雲 3》以寒霜2引擎（由DICE所開發的遊戲引擎）打造，相較於上一代引擎有更優越的畫質表現、遼闊的地圖規模、更大規模的場景破壞系统、動態音效及人物動作。

#### 扩展包
- 重返卡肯（Back to Karkand） 重返卡肯提供了4張重製自戰地風雲2的經典地圖。
- 正面交鋒（Close Quarters） 在2012年6月釋出的《正面交鋒》之中，玩家將會被放入一個個瘋狂且只有步兵單位作戰的戰場中。Frostbite 2 遊戲引擎強大的物理破壞運算將會使得環境中每一個角落的破壞效果更加地栩栩如生。玩家將能夠在其中體驗到一股借由他們身旁的瓦礫炸裂並化為碎片堆積在腳邊所體現而出的強大力度。而藉由精心設計過的地圖將會為遊戲帶來更為緊湊的體驗。此一擴充包也將會包含全新的武器、成就與狗牌。
- 裝甲之怒（Armored Kill） 不同於《正面交鋒》中帶來的純步兵戰爭，2012年9月登場的《裝甲之怒》將會帶來「只有在《戰地風雲》中才能體驗到的裝甲大戰」。《裝甲之怒》不只帶來全新的載具更將會為了這場極為巨大的裝甲大戰帶來包含《戰地風雲》系列史上最大地圖在內的許多特殊內容。
- 戰後餘生（Aftermath） 在《戰地風雲3：戰後餘生》中浴火重生，重振旗鼓並打倒敵人。背景為伊朗經歷地震後破壞殆盡的區域、街道、城市中。《戰地風雲3：戰後餘生》描述不斷爭奪霸權，在末日世界中求生的故事。玩家在行動能力嚴重受創的情況下，將同時在水平和垂直方向上進行都市戰以奮力衝破塵埃土石。玩家在《戰地風雲3：戰後餘生》中將有重型改裝運兵機和改裝成能夠攻擊敵軍的民間載具提供額外支援。致命Xbow也同時在《戰地風雲3：戰後餘生》中首次亮相，此項全新武器有助於在戰場上無聲地完成擊殺。
- 終局（End Game） 這款擴充包在2013年三月26日推出，《戰地風雲3：終局》橫跨四張廣闊的地圖，帶來前所未有的極速戰爭。用全新越野車疾駛過敵方戰線，為《戰地風雲》帶來了速度感和靈活度，或者用全新輕型AA載具對抗空中攻擊。在傳統的奪旗遊戲模式中組織閃電攻擊和防禦行動。在空中，全新空投砲艇提供了快速部署部隊空投以扭轉情勢的能力。

### 戰地風雲4
《戰地風雲4》（Battlefield 4）是戰地風雲系列的第11款作品， 由Electronic Arts（美商藝電公司）出品，於2013年3月26日（美國時間）發表，2013年10月底发售。本作中，中国作为第三个阵营再次回归。本作的风景在战地系列中最美的一部，总体画质也有了很大提高。其枪械配件和载具配件是战地最丰富的一部。本作对突击兵有了很大的削弱，例如电击器要充電幾秒才能救人等。并且削弱了支援兵的弹药包。
单机剧情继续了战地3的世界背景，在伊朗后世界乱成一团中国也加入了战争。几位海军陆战队员、一位女兵，还有3中的主人公迪马为寻求世界和平最后的希望而战，最終擊敗了敌人。

#### 扩展包
- 中国崛起：新加入四张中国元素的地图，背景为中国对美軍發起大规模反击
- 再次进攻：重制四张战地3的地图
- 海军风暴：四张位于中国南海的海战地图
- 龙之獠牙：四张位于亚洲的城市作战地图
- 最终反擊：美军发现大量俄罗斯的超级武器和尖端科技，并对俄罗斯发起进攻，为四张雪地地图
- 夜獵行動：新增夜間版本廢棄工廠
- 社群計畫：新增一張由遊戲團隊與玩家社群合作的新地圖[2]
- 遺跡行動：重製龍之谷等多人大型地圖

### 戰地風雲：強硬路線
《戰地風雲：強硬路線》（Battlefield Hardline）是戰地風雲系列的第12款作品， 由美商藝電公司出品。在艺电2014年E3游戏展发布会上，正式宣布《戰地風雲：強硬路線》测试版本在PC和PS4正式上线公开，这个游戏会在2015年正式发行。该作从国家与国家之间的战争变成了警察与罪犯的战争。同时也是战地系列中节奏最快的一部。

### 战地1
《战地1》（Battlefield 1）是戰地風雲系列的第13款作品， 由美商藝電公司出品。在2016年5月公布。本作的背景为系列首次设定于第一次世界大战。游戏于2016年10月21日发售。

#### 扩展包
- 誓死坚守：法军的加入带来了3张独占地图和3张免费地图，新的精英兵种和新的游戏模式“前线”。
- 以沙皇之名：在俄国土地的6张新地图上，引入了新的“空投补给”模式和2个行动模式，以及多种特殊装备。
- 力挽狂澜：4张抢滩登陆地图和英军使得海上作战的策略更加多样化，以及新的驱逐舰和飞船等装备。
- 启示录：在一战中最激烈的3个新地图和2个空战地图上战斗，加入了多种飞行装备和模式。

### 戰地風雲5
《戰地風雲5》（Battlefield V）是戰地風雲系列的第14款作品， 由美商藝電公司出品，背景重回第二次世界大戰。由於DICE聽取官方討論區玩家想法及建議及各項要求，將遊戲內容修改，將原本2018年10月中旬發行延遲到2018年11月20日發售。

### 戰地風雲2042
戰地風雲2042（Battlefield  2042）是战地系列的第15款作品， 由艺电公司出品，時代背景為近未來的2042年。游戏支持最多128人同时在线对战，在世界各地交戰的同時，還得防範全球暖化後的惡劣天候。
除了系列經典的征服模式，此次加入了蒐集數據撤離的「危險區域」(Hazard Zone)模式，以及可自定義伺服器的「傳送門」(Portal) 模式。
本作也與以往的付費更新不同，採用了賽季通行證的方式，更新免費，可購買高級通行證獲得特殊專家、武器、載具外觀。

### 戰地風雲6
《戰地風雲6》（Battlefield 6）是戰地風雲系列的第16款作品, 由美商藝電公司出品，背景回歸現代設定。
該作品於2025年7月24日發布了首部預告片, 目前該作正式發售日期為2025年10月10日。

## 战地旋律
战地系列游戏有一个特色音乐旋律，由瑞典自由作曲家Joel Eriksson所做。这段旋律最早在《战地1942》中以主题曲之姿首次出現，在游戏BGM中原称“Vehicle4”，此后便成为战地系列的音乐代名词。战地旋律也是多个战地游戏主题曲的主旋律，但是会根据游戏主题或战争背景，而运用不同的乐器，创造不同的风格。
早期的《戰地風雲：越南》和《戰地風雲2：現代戰爭》和近期的《戰地風雲：惡名昭彰2》中没有使用战地旋律，但其餘的游戏都用上了战地旋律，包括最新的戰地風雲4和戰地風雲：強硬路線。《戰地1》在最新釋出預告片中以及單人劇情第一大關中，在鐵路站迎戰時也使用了戰地旋律。
《戰地風雲2：現代戰爭》在遊戲開頭動畫有使用戰地風雲旋律。

## 战地老兵
战地老兵（Battlefield Veteran）系统可以显示玩家使用的战地系列产品数，玩家购得一款正版战地游戏后可以在战地老兵上登记，提升自己的老兵等级。老兵等级可以在战地各游戏的玩家帐号中体现，较高的老兵还可以得到一些游戏的特殊解锁装备。

## 平台支持
| 發布 | 引擎        | 名稱                        | Windows | Mac | Xbox | PS2 | X360 | PS3 | XBO | PS4 | XSX | PS5 |
| ---- | ----------- | --------------------------- | ------- | --- | ---- | --- | ---- | --- | --- | --- | --- | --- |
| 2002 | Refractor 1 | 戰地風雲1942                | 是      | 是  | 否   | 否  | 否   | 否  | 否  | 否  | 否  | 否  |
| 2003 | Refractor 1 | ■ 戰地風雲1942：羅馬之路    | 是      | 是  | 否   | 否  | 否   | 否  | 否  | 否  | 否  | 否  |
| 2003 | Refractor 1 | ■ 戰地風雲1942：秘密武器    | 是      | 是  | 否   | 否  | 否   | 否  | 否  | 否  | 否  | 否  |
| 2004 | Refractor 1 | 戰地風雲：越南              | 是      | 否  | 否   | 否  | 否   | 否  | 否  | 否  | 否  | 否  |
| 2005 | Refractor 2 | 戰地風雲2                   | 是      | 否  | 否   | 否  | 否   | 否  | 否  | 否  | 否  | 否  |
| 2005 | Refractor 2 | ■ 戰地風雲2：特戰           | 是      | 否  | 否   | 否  | 否   | 否  | 否  | 否  | 否  | 否  |
| 2005 | RenderWare  | 戰地風雲2：現代戰爭         | 否      | 否  | 是   | 是  | 是   | 否  | 否  | 否  | 否  | 否  |
| 2006 | Refractor 2 | ■ 戰地風雲2：歐盟聯軍       | 是      | 否  | 否   | 否  | 否   | 否  | 否  | 否  | 否  | 否  |
| 2006 | Refractor 2 | ■ 戰地風雲2：裝甲勁旅       | 是      | 否  | 否   | 否  | 否   | 否  | 否  | 否  | 否  | 否  |
| 2006 | Refractor 2 | 戰地風雲2142                | 是      | 是  | 否   | 否  | 否   | 否  | 否  | 否  | 否  | 否  |
| 2007 | Refractor 2 | ■ 戰地風雲2142：極地風暴    | 是      | 否  | 否   | 否  | 否   | 否  | 否  | 否  | 否  | 否  |
| 2008 | 寒霜 1.0    | 戰地風雲：惡名昭彰          | 否      | 否  | 否   | 否  | 是   | 是  | 否  | 否  | 否  | 否  |
| 2009 | Refractor 2 | 戰地風雲：英雄              | 是      | 否  | 否   | 否  | 否   | 否  | 否  | 否  | 否  | 否  |
| 2009 | 寒霜 1.5    | 戰地風雲1943                | 否      | 否  | 否   | 否  | 是   | 是  | 否  | 否  | 否  | 否  |
| 2010 | 寒霜 1.5    | 戰地風雲：惡名昭彰2         | 是      | 否  | 否   | 否  | 是   | 是  | 否  | 否  | 否  | 否  |
| 2010 | 寒霜 1.5    | ■ 戰地風雲：惡名昭彰2：越南 | 是      | 否  | 否   | 否  | 是   | 是  | 否  | 否  | 否  | 否  |
| 2011 | Refractor 2 | 戰地風雲：免費玩            | 是      | 否  | 否   | 否  | 否   | 否  | 否  | 否  | 否  | 否  |
| 2011 | 寒霜 2      | 戰地風雲3                   | 是      | 否  | 否   | 否  | 是   | 是  | 否  | 否  | 否  | 否  |
| 2011 | 寒霜 2      | ■ 戰地風雲3：重返卡肯       | 是      | 否  | 否   | 否  | 是   | 是  | 否  | 否  | 否  | 否  |
| 2012 | 寒霜 2      | ■ 戰地風雲3：正面交鋒       | 是      | 否  | 否   | 否  | 是   | 是  | 否  | 否  | 否  | 否  |
| 2012 | 寒霜 2      | ■ 戰地風雲3：裝甲之怒       | 是      | 否  | 否   | 否  | 是   | 是  | 否  | 否  | 否  | 否  |
| 2012 | 寒霜 2      | ■ 戰地風雲3：戰後餘生       | 是      | 否  | 否   | 否  | 是   | 是  | 否  | 否  | 否  | 否  |
| 2013 | 寒霜 2      | ■ 戰地風雲3：終局           | 是      | 否  | 否   | 否  | 是   | 是  | 否  | 否  | 否  | 否  |
| 2013 | 寒霜 3      | 戰地風雲4                   | 是      | 否  | 否   | 否  | 是   | 是  | 是  | 是  | 否  | 否  |
| 2013 | 寒霜 3      | ■ 戰地風雲4：中國崛起       | 是      | 否  | 否   | 否  | 否   | 否  | 是  | 是  | 否  | 否  |
| 2014 | 寒霜 3      | ■ 戰地風雲4：再次進擊       | 是      | 否  | 否   | 否  | 否   | 否  | 是  | 是  | 否  | 否  |
| 2014 | 寒霜 3      | ■ 戰地風雲4：海軍風暴       | 是      | 否  | 否   | 否  | 否   | 否  | 是  | 是  | 否  | 否  |
| 2014 | 寒霜 3      | ■ 戰地風雲4：龍之獠牙       | 是      | 否  | 否   | 否  | 否   | 否  | 是  | 是  | 否  | 否  |
| 2014 | 寒霜 3      | ■ 戰地風雲4：最終反擊       | 是      | 否  | 否   | 否  | 否   | 否  | 是  | 是  | 否  | 否  |
| 2016 | 寒霜 3      | 戰地風雲1                   | 是      | 否  | 否   | 否  | 否   | 否  | 是  | 是  | 否  | 否  |
| 2017 | 寒霜 3      | ■ 戰地風雲1：誓死堅守       | 是      | 否  | 否   | 否  | 否   | 否  | 是  | 是  | 否  | 否  |
| 2017 | 寒霜 3      | ■ 戰地風雲1：以沙皇之名     | 是      | 否  | 否   | 否  | 否   | 否  | 是  | 是  | 否  | 否  |
| 2018 | 寒霜 3      | ■ 戰地風雲1：力挽狂瀾       | 是      | 否  | 否   | 否  | 否   | 否  | 是  | 是  | 否  | 否  |
| 2018 | 寒霜 3      | ■ 戰地風雲1：啟示錄         | 是      | 否  | 否   | 否  | 否   | 否  | 是  | 是  | 否  | 否  |
| 2018 | 寒霜 3      | 戰地風雲5                   | 是      | 否  | 否   | 否  | 否   | 否  | 是  | 是  | 否  | 否  |
| 2021 | 寒霜        | 戰地風雲2042                | 是      | 否  | 否   | 否  | 否   | 否  | 是  | 是  | 是  | 是  |
| 2025 | 寒霜        | 戰地風雲6                   | 是      | 否  | 否   | 否  | 否   | 否  | 否  | 否  | 是  | 是  |

## 改編電視劇
2012年10月，福斯廣播公司宣布，有意將《戰地風雲：惡名昭彰》改編成約一小時的電視劇。該劇由執行製片人約翰·艾森德斯與派翠克·巴赫編劇，而美商藝電的派翠克·奧布萊恩與快樂麥迪遜的道格·羅賓森則共同擔任監製。
2016年7月，派拉蒙電視公司宣布，打算將該遊戲系列改編成電視劇。Anonymous Content的麥可·休格和艾許利·扎爾塔將擔任執行製片人。

## 社群活動
| 日期                | 主辦單位 | 活動名稱                                        | 地點                   | 競賽模式                        | 參賽數   |
| ------------------- | -------- | ----------------------------------------------- | ---------------------- | ------------------------------- | -------- |
| 2012 年 4 月 28 日  | NVIDIA   | NVIDIA 競技場之戰地風雲盃                       | 青少年育樂中心         | 16VS16 征服                     | 6隊      |
| 2012 年 1 月 14 日  | NVIDIA   | NVIDIA Champion – Battlefield 3                 | 台北電子競技館         | 15VS15 征服/突襲 4VS4 死鬥/突襲 | 8隊 32隊 |
| 2010 年 7 月 26 日  | 藍寶科技 | 戰地秘境藍寶盃《戰地風雲：惡名昭彰2》小隊挑戰賽 | 哈哈活力站士林店       | 4VS4 死鬥/狂襲                  | 16隊     |
| 2010 年 4 月 10 日  | EATW     | 《戰地風雲：惡名昭彰 2》火力全開菁英賽          | 哈哈活力站民生店       | 12VS12 征服                     | 8隊      |
| 2007 年 12 月 16 日 | EATW     | 2007 EA 冬季社群大賽                            | 哈哈活力站士林店       | 16VS16 征服                     | 6隊      |
| 2007 年 9 月 3 日   | EATW     | 2007 EA 秋季社群大賽                            | 哈哈活力站士林店       | 16VS16 征服                     | 5隊      |
| 2007 年 5 月 26 日  | EATW     | 2007 EA 春季社群大賽                            | 哈哈活力站士林店       | 16VS16 征服                     | 7隊      |
| 2006 年11 月 18 日  | EATW     | 《戰地風雲2142》亞洲盃大賽台灣代表隊選拔        | 哈哈活力站士林店       | 8VS8 征服                       | 7隊      |
| 2006 年 9 月 9 日   | EATW     | 戰地風雲 BF CON                                 | 哈哈活力站士林店       | 32VS32 征服 16VS16 征服         | 3隊 2隊  |
| 2006 年 8 月 5 日   | EATW     | EA 夏季社群大賽高雄場                           | 新橋網劇場             | 8VS8 征服                       | 3隊      |
| 2006 年 5 月 20 日  | EATW     | EA 春季社群大賽台北場                           | X-zone忠孝店           | 16VS16 征服                     | 6隊      |
| 2006 年 1 月 21 日  | EATW     | BF2-SF上市大賽                                  | 天行者多媒體休閒概念館 | 16VS16 征服                     | 8隊      |
| 2005 年 7 月 30 日  | EATW     | BF2上市大賽                                     | 天行者多媒體休閒概念館 | 30VS30 征服                     | 4隊      |

未在表格中的活動因知名度低，鮮為人所知
註:2013 年 12 月 19 日 AMD & ASUS FANDAY《BF4》團隊對抗賽 此賽事公開資料待查(表演賽性質非公開報名?)
註:2015 年 12 月 19 日 桃園區電競聯賽《T.D.e.S》戰地風雲 爭霸賽   線上制 只有複賽在現場比